# Radio 538

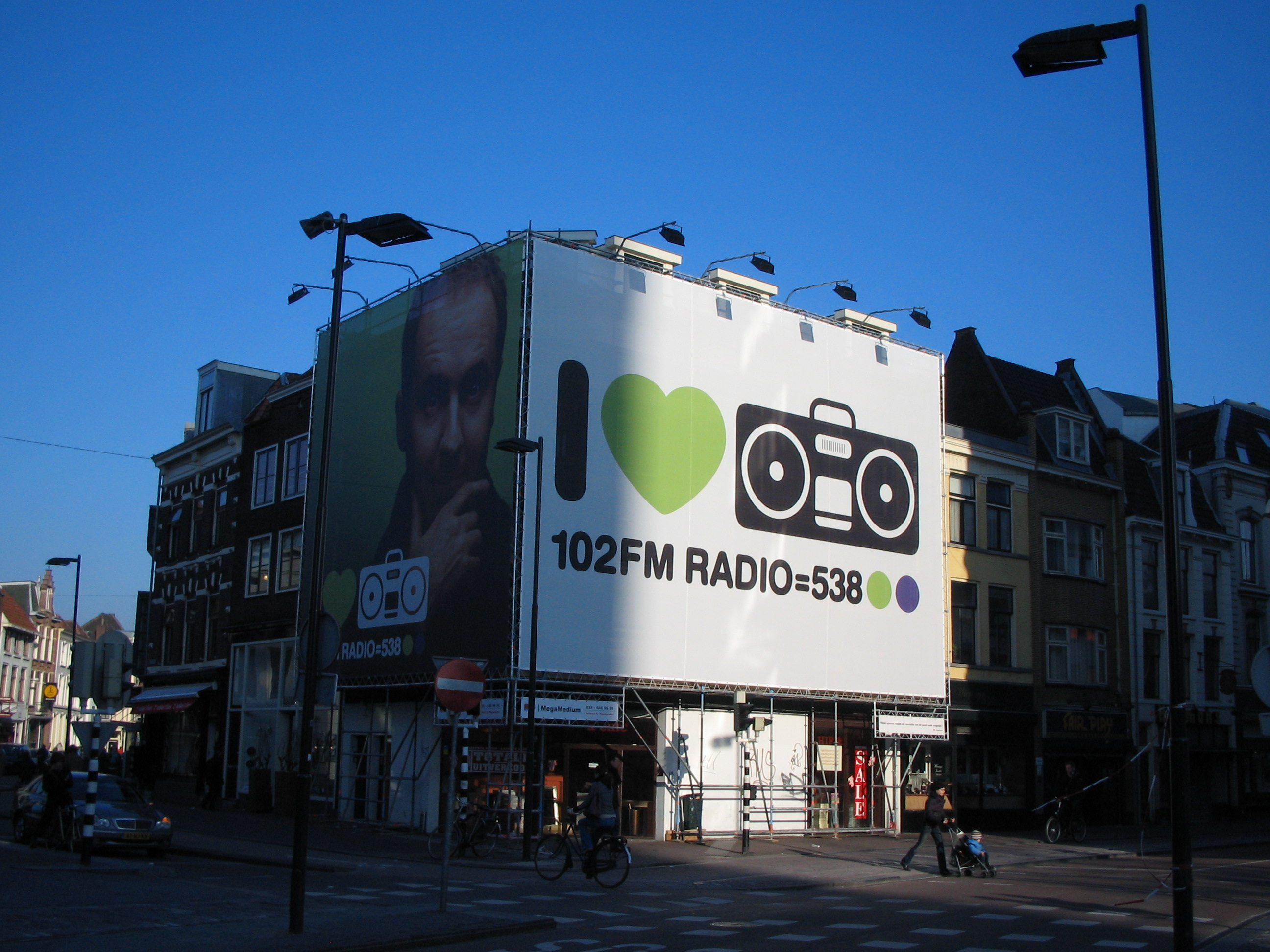
Radio-538-Werbeplakat

Radio 538 (ndl. auszusprechen: vijf-drie-acht) ist ein privater Hörfunksender aus den Niederlanden. Er ist der meistgehörte Radiosender der Niederlande und erreichte im August/September 2010 eine Einschaltquote von 10,8 %.

## Geschichte
Der Sendebetrieb startete am 11. Dezember 1992 aus einer Villa in Bussum. Im Jahre 1994 bewarb sich der Sender – zusammen mit Sky Radio – vergeblich um eine terrestrische Frequenz, weshalb man eine Unterschriftenkampagne durchführte und 320.000 Unterschriften für die Verbreitung über Antenne sammelte. Bis 1995 sendete Radio 538 ausschließlich im Kabelnetz. 1995 erhielt Radio 538 die erforderliche FM-Frequenz, seit 2003 sendet es landesweit auf Frequenzen zwischen 102,0 und 102,9 MHz.
Vom 23. Mai 2005 an befand sich der Sender im Eigentum der Talpa Media von John de Mol. Im Juni 2007 übernahm der Fernsehkonzern RTL Radio 538. Im Gegenzug beteiligte sich John de Mol über Talpa mit 26,3 Prozent an RTL Niederlande. Diese Anteile wurden von Talpa Media 2011 wieder veräußert, und bekam im Austausch dafür im Januar 2012 den Sender zurück.
Der Name Radio 538 ist abgeleitet von der ehemaligen Wellenlänge von Radio Veronica, das in den 1970er Jahren vom Meer aus sendete (538 Meter auf der Mittelwelle, ca. 557 kHz).
Aktuell sendet Radio 538 aus dem Medienzentrum der Gemeinde Hilversum, sie gilt als „Medienstadt“, da sie das Rundfunk- und Fernsehzentrum der Niederlande bildet. Hilversum liegt 30 km südöstlich von Amsterdam.
Ab September 2012 nannte sich der Sender nur noch 538, mittlerweile ist man aber wieder auf Radio 538 übergegangen. 538 bleibt ein inoffizieller Name.

## Programm
Radio 538 ist ein sogenanntes „Contemporary-Hit-Radio-Programm“ vorwiegend für jüngere Hörer. Es wird ein 24-Stunden-Programm angeboten, bestehend aus Dance, House, Techno, R&B sowie aktuellen Hits ergänzt mit Informationen und Unterhaltung von DJs.
Internationale Bekanntheit erreichte der Sender mit der Sendung „Dance Department“, einem Clubformat, in dem die bekanntesten DJs der Welt exklusive Mixe spielen. Unter anderem Sven Väth, Tom Novy, Tiësto, David Guetta und viele mehr.
Gleichzeitig wird die Sendung auch als Podcast im Internet zum Download angeboten. Moderiert wird Dance Department von Dennis Ruyer.
Zudem wird die niederländische Hitliste „Nederlandse Top 40“ jeden Freitagnachmittag auf Radio 538 vorgestellt und gespielt.
Außerdem wird jede Woche mit dem „Alarmschijf“ (Alarmscheibe) ein neues Lied nominiert, dem zugetraut wird, zu einem Hit zu werden. Dieser Titel wird dann im Laufe der Woche nach dem Prinzip der Heavy Rotation verstärkt gespielt und jedes Mal mit einem kurzen Jingle-Sound angekündigt. Das gleiche Prinzip trifft auch bei „Dancesmash“ zu, bei dem ein Titel aus dem Dancegenre ausgewählt wird.

## Empfang
Radio 538 wird seit der Zerobase 2003 über eine landesweite UKW-Kette nahezu im gesamten Gebiet der Niederlande gesendet. Bis auf eine Ausnahme wird das Programm ausschließlich über Frequenzen im Bereich zwischen 101,9 MHz und 102,7 MHz ausgestrahlt. Daneben ist der Sender in den Niederlanden im Kabelnetz sowie in ganz Europa über den Satelliten Astra via DVB-S und weltweit als Livestream im Internet zu empfangen. Weitere, allerdings kostenpflichtige Empfangsmöglichkeiten ergeben sich für Mobilfunkkunden von KPN bzw. Vodafone durch die Verbreitung via UMTS sowie die Ausstrahlung über DVB-T.
Aufgrund des Fehlens einer flächendeckenden Versorgung per UKW in der Provinz Limburg wurde das Programm bis zum 26. Oktober 2016 über die Mittelwelle 891 kHz vom Senderstandort Hulsberg mit 20 Kilowatt Sendeleistung ausgestrahlt und war damit auch in größeren Teilen Nordrhein-Westfalens sowie nachts auch in großen Teilen Deutschlands zu empfangen.

## Schwesterprogramme
Seit 1999 betreibt Radio 538 den Hip-Hop- und R&B-Internetsender Juize, der am 18. Juli 2004 in Juize FM umgewandelt wurde. Seit 1. Juli 2005 ist es in den meisten niederländischen Kabelnetzen zu empfangen. 2008 wurde der Sender in 538 Juize umbenannt.

## Logos

Logo bis 2012
Variante des aktuellen Senderlogos